# TFM (chaîne de télévision)
 (mars 2017).
TFM est le sigle de Télé Futurs Médias, une chaîne de télévision sénégalaise qui appartient au Groupe Futurs Médias détenu par Youssou N'Dour (GFM).

## TFM Télé Futurs Médias
TFM, ou Télé Futurs Médias, est une chaîne de télévision sénégalaise fondée par l'artiste et homme politique Youssou N'Dour. Lancée le 1er octobre 2010, la chaîne est initialement conçue comme une chaîne culturelle avant de renforcer sa ligne éditoriale et de se positionner comme une chaîne généraliste en 2011, un an après son lancement. TFM est reconnue pour sa programmation variée et son influence significative dans le paysage audiovisuel sénégalais.

## Historique
La Télévision des Futurs Médias (TFM), une chaîne consacrée à la culture, est lancée le 11 mai 2010 à la suite de l'audience du président de la République Abdoulaye Wade accordée au promoteur Youssou N'Dour. Cette chaîne est la cinquième télévision privée sénégalaise. La TFM démarre officiellement le professionnel de ses programmes le 1er septembre 2010.
Face à ses concurrents déjà implantés dans le paysage médiatique, nationale, la nouvelle télévision se comporte bien et se trouve au cœur des Sénégalais. Après quatre mois de fonctionnement, le gouvernement du Sénégal décide de lui accorder une licence de chaîne généraliste avec un bouquet en janvier 2011.
En 2017, une enquête réalisée par Africascope donne à TFM la première place en audience au Sénégal.

### Diffusion
TFM est accessible sur plusieurs plateformes, notamment le satellite avec Globecast depuis son lancement, puis sur Eutelsat à partir du 1ᵉʳ février 2014. La chaîne est également disponible sur les bouquets Canal + Afrique, Orange TV et Delta, ce qui lui permet d'atteindre un large public tant au Sénégal qu'à l'international. En tant que l'une des rares chaînes privées du Sénégal, TFM est regardée par des millions de téléspectateurs à travers le monde.

### Positionnement sur le marché
Depuis 2012, TFM est reconnue comme la chaîne de télévision la plus regardée au Sénégal, consolidant sa position de leader dans le paysage audiovisuel du pays. La chaîne a su s'imposer grâce à des programmes attractifs, une couverture médiatique de l'actualité locale et internationale, et une forte présence sur les réseaux sociaux.